# Столбиха (Вологодская область)
Столбиха — деревня в Вожегодском районе Вологодской области.
Входит в состав Тигинского сельского поселения (с 1 января 2006 года по 9 апреля 2009 года входила в Огибаловское сельское поселение), с точки зрения административно-территориального деления — в Огибаловский сельсовет.
Расстояние до районного центра Вожеги по автодороге — 33,5 км, до центра муниципального образования Гридино по прямой — 10 км. Ближайшие населённые пункты — Огарковская, Анциферовская, Хмылица.
По переписи 2002 года население — 29 человек (14 мужчин, 15 женщин). Всё население — русские.